# دايورة
الدايورة (الاسم العلمي: Diuris) هي جنس من النباتات تتبع الفصيلة السحلبية من رتبة الهليونيات.

## أنواع الدايورة
- دايورة إسفينية
- دايورة أليفة الجبال
- دايورة بيضاء
- دايورة ثلاثية الألوان
- دايورة عنقودية
- دايورة قصيرة
- دايورة قصيرة الأوراق
- دايورة قنابية
- دايورة كبريتية
- دايورة كبيرة
- دايورة مبقعة
- دايورة مبكرة
- دايورة متناسقة
- دايورة مخددة
- دايورة مسوقة
- دايورة مقطوعة
- دايورة مقوسة
- دايورة منثنية
- دايورة ناعمة
- دايورة نقطية
- دايورة جانبية الأزهار
- دايورة خيطية الأوراق
- دايورة دروموندية
- دايورة ذهبية الأزهار
- دايورة رخوة الأزهار
- دايورة شبه ألبية
- دايورة شتوية
- دايورة طويلة الأوراق
- دايورة عاجية
- دايورة متساوية
- دايورة متعددة الأشكال
- دايورة مختصرة
- دايورة وريدية